# Write amplification

Un SSD può sperimentare il fenomeno della write amplification come risultato sia della garbage collection sia degli algoritmi di livellamento dell'usura (wear leveling), aumentando in questo modo le scritture verso il drive e riducendone nel contempo in parte la vita utile.

Write amplification (WA, lett. "amplificazione della scrittura") è un fenomeno collaterale negativo legato alle modalità di scrittura delle memorie flash e dei dischi allo stato solido (solid state drives, SSDs) tale per cui il quantitativo di scritture fisiche sul chip di memoria è un multiplo rispetto alla quantità di dati effettivi da memorizzare.
Poiché una memoria di tipo flash richiede di essere cancellata prima di poter essere riscritta e poiché il processo di cancellazione possiede una granularità molto maggiore (più grossolana) rispetto a quello di scrittura, il risultato è che per ogni operazione di riscrittura diventa necessario spostare (o riscrivere) più volte i dati preesistenti e i relativi metadati. Questo comporta che le operazioni di riscrittura richiedono la rilettura, lo spostamento (ossia la riscrittura in una posizione di memoria diversa) e la cancellazione di una porzione di memoria più ampia di quella effettivamente necessaria. A sua volta, il processo di spostamento potrebbe richiedere l'esecuzione dello stesso tipo di operazione su un'altra area della memoria, con un effetto moltiplicativo che porta a coinvolgere all'interno del chip una quantità di dati (e quindi una quantità di celle di memoria) superiore a quella richiesta dai nuovi da memorizzare.
La conseguenza di questo moltiplicarsi delle operazioni di cancellazione e riscrittura ha un impatto sulla durata del componente stesso, che può tollerare un numero limitato, per quanto elevato, di scritture e riscritture, riducendone considerevolmente l'affidabilità. Questa proliferazione di scritture, inoltre, aumenta il quantitativo di banda utilizzata dalla memoria flash, comportando una evidente riduzione della velocità nell'accesso verso l'SSD.
I fattori che possono condizionare la proliferazione di scritture di un SSD sono di varia natura. Alcuni possono essere controllati durante l'utilizzo mentre altri sono intrinseci alla tecnologia di scrittura di questo tipo di dispositivi.
Intel e SiliconSystems (acquisita da Western Digital nel 2009) usano il termine write amplification nella loro documentazione e nelle loro pubblicazioni già dal 2008. La write amplification è misurata tipicamente dal rapporto fra il numero di scritture realmente eseguite sulla flash e il numero scritture richieste dall'host. Senza algoritmi di compressione, la write amplification non può scendere sotto al valore di 1. Usando algoritmi di compressione, SandForce dichiara di raggiungere valori tipici di write amplification pari a 0.5, con picchi che possono scendere fino a 0.14 con il controller SF-2281.

## Funzionamento elementare di un SSD

Un esempio di memoria flash NAND che scrive dati in 4 KiB pagine e cancella dati in 256 KiB blocchi.

A causa della particolare tipologia di operazioni eseguibili in memoria flash, le informazioni non possono essere sovrascritte direttamente come nel caso di un disco rigido. Quando le informazioni sono scritte per prime in un'unità stato solido, tutte le celle sono inizializzate in modo tale che vi si possa scrivere direttamente in pagine (solitamente di grandezza compresa intorno a 4-8 kilobytes ciascuna). Il controller dell'unità, che si occupa di gestire la memoria flash e le interfacce con l'host, utilizza una mappatura da logico-a-fisico conosciuta come LBA o logical block addressing, che è parte dell'FTL, o flash translation layer, ovvero il livello di traduzione di un flash file system.
Quando le nuove informazioni arrivano a sostituire quelle vecchie, il controller dell'SSD scrive i nuovi dati in una nuova posizione e aggiorna la mappatura logica di conseguenza, riferendola alla nuova locazione fisica. Per questa ragione le informazioni nella vecchia posizione non sono più valide e hanno bisogno di essere cancellate prima che loro locazione fisica possa essere riutilizzata.
La memoria flash può essere programmata e cancellata solo per un numero limitato di volte. Questo valore è solitamente indicato come numero massimo di cicli di programmazione e cancellazione, o P/E. Ad esempio una memoria flash SLC, o single-level cell, progettata per alte prestazioni e grande longevità può tipicamente operare tra i 50,000 e i 100,000 cicli. Una memoria flash MLC, o multi-level cell, è invece progettata per applicazioni di costo inferiore ed ha una quantità notevolmente ridotta di cicli massimi che si attestava, nel 2011, tra i 3,000 e i 5,000 cicli. Dal 2013, le memorie flash TLC, o triple-level cell, sono state rese disponibili con un numero di cicli che è sceso fino a 1,000 P/E. Si noti che è auspicabile la più bassa write amplification possibile, poiché corrisponde ad un numero inferiore di cicli di programmazione e cancellazione sulla memoria flash, permettendo ad un SSD di durare più a lungo.

## Calcolo del valore
La write amplification è stata presente negli SSD anche prima che il termine fosse coniato, ma è stato nel 2008 che sia Intel che la SiliconSystems iniziarono ad usare il termine nelle loro pubblicazioni.
Una semplice formula per calcolare il valore della write amplification di un SSD è:
{\displaystyle {\frac {\text{informazioni scritte in memoria flash}}{\text{informazioni scritte dal sistema}}}={\text{write amplification}}}

## Fattori condizionanti il valore
Molti fattori condizionano la write amplification di un SSD. La tabella di seguito lista i valori primari e in che modo questi condizionino il fenomeno. Per quelli che sono variabili, la tabella annota se vi sia una proporzionalità diretta piuttosto che inversa. Ad esempio, se il quantitativo di over-provisioning dovesse aumentare, allora la write amplification subirebbe una diminuzione (proporzionalità inversa). Se il valore è invece una funzione binaria (attiva o disattiva) allora sarà specificato anche se la relazione dovesse essere positiva piuttosto che negativa.
| Valore                                                       | Descrizione | Tipologia | Relazione |
| ------------------------------------------------------------ | --- | --------- | --------- |
| Garbage collection                                           | L'efficienza dell'algoritmo utilizzato per scegliere il miglior blocco successivo da cancellare e riscrivere | Variabile | Inversa   |
| Over-provisioning                                            | La percentuale della capacità fisica riservata al controller dell'SSD | Variabile | Inversa   |
| Comando TRIM per SATA o UNMAP per SCSI                       | Questi comandi devono essere inviati dal sistema operativo che comunica al dispositivo di allocazione quali settori contengano dati non validi. Gli SSDs possono richiedere attraverso tali comandi le pagine che contengono questi settori come spazio libero quando i blocchi che contengono queste stesse pagine siano state cancellate, invece di copiare i dati non validi per pulire le pagine. | Binario   | Positivo  |
| Spazio utente libero                                         | La percentuale della capacità attualmente libera da dati dell'utente; richiede TRIM, altrimenti il guadagno dell'SDD non avrebbe benefici da alcuna zona libera. | Variabile | Inversa   |
| Cancellazione sicura                                         | Cancella tutti i dati dell'utente e i relativi metadati che re-inizializzano l'SSD alle sue prestazioni di fabbrica (fino a quando la garbage collection riprende). | Binario   | Positivo  |
| Wear leveling                                                | L'efficienza dell'algoritmo che assicura che su ogni blocco sia scritto un uguale numero di volte | Variabile | Diretta   |
| Separazione tra dati statici e dinamici                      | Raggruppamento dei dati basato su quanto spesso tenda a variare | Binario   | Positivo  |
| Scritture sequenziali                                        | In teoria le scritture sequenziali dovrebbero avere una write amplification di 1, ma altri fattori potrebbero ancora condizionare il valore. | Binario   | Positivo  |
| Scritture casuali                                            | Scrivere negli LBA non sequenziali avrà l'impatto maggiore sulla write amplification | Binario   | Negativo  |
| Compressione dei dati che include la deduplicazione dei dati | La write amplification si abbassa e la velocità dell'SSD aumenta quando la compressione dei dati e la deduplicazione eliminano dati ridondanti | Variabile | Inversa   |
| Utilizzo dell'MLC NAND in modalità SLC                       | Scrive dati ad un rateo di un bit per cella invece del previsto numero di bit per cella (normalmente due bit per cella) per velocizzare le operazioni di lettura e scrittura. Quando ci si avvicina ai limiti di capienza del NAND in modalità SLC (single-level cell), l'SSD dovrà riscrivere le informazioni più vecchie (scritte in modalità SLC) in modalità MLC (multi-level cell) o TLC (triple-level cell) per consentire che lo spazio in modalità SLC NAND sia liberato al fine di accogliere in numero maggiore di informazioni. In ogni caso questo approccio può ridurre l'usura mantenendo le pagine che cambiano frequentemente in modalità SLC, per evitare di programmare questi cambiamenti in modalità MLC o TLC, poiché scrivere in MLC o TLC provocano un'usura maggiore che farlo in SLC. Quindi, questo approccio aumenta la write amplification ma potrebbe ridurre il deperimento quando le operazioni di scrittura hanno come obiettivo pagine sovrascritte frequentemente. | Binario   | Negativo  |

| Tipo      | Relazione modificata | Descrizione                                   |
| --------- | -------------------- | --------------------------------------------- |
| Variabile | Diretta              | All'aumentare del valore aumenta la WA        |
| Variabile | Inversa              | All'aumentare del valore, la WA diminuisce    |
| Binaria   | Positiva             | Quando il fattore è presente la WA diminuisce |
| Binaria   | Negativa             | Quando il fattore è presente la WA aumenta    |

## Garbage collection

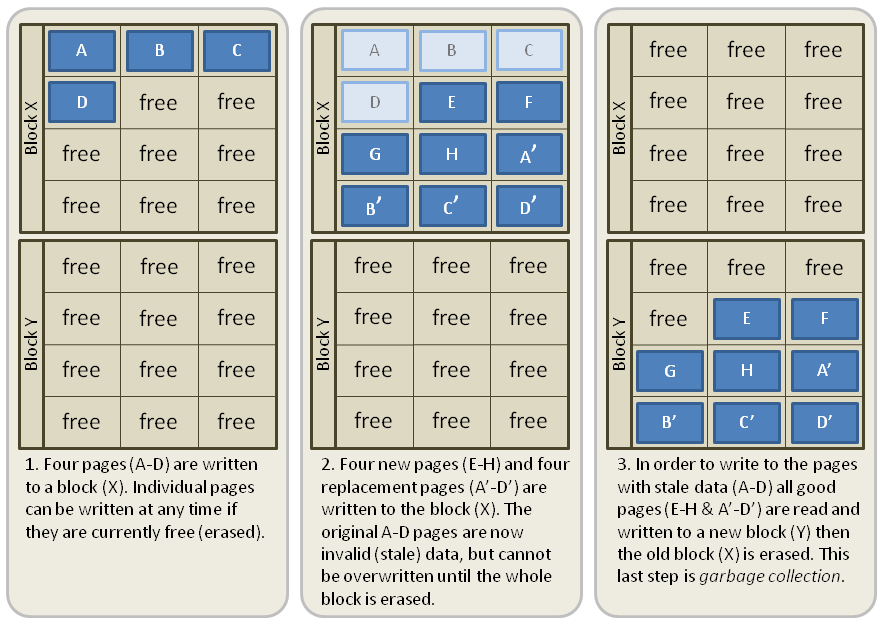
Le pagine sono scritte nei blocchi fino a quando non vengono riempiti. Poi le pagine con le informazioni attuali sono spostate in nuovi blocchi e quelli precedenti vengono cancellati

I dati sono scritti sulla memoria flash in unità chiamate pagine (costituite da più celle). La memoria può essere cancellata solo in unità più grandi chiamate blocchi (costituiti da più pagine). Se le informazioni in qualcuna delle pagine del blocco non sono più necessarie (sono anche chiamate pagine di stallo), solo le pagine con informazioni valide in quel blocco sono lette e riscritte in un altro blocco libero precedentemente pulito. Successivamente le pagine lasciate libere dal non aver mosso le informazioni di stallo sono libere per i nuovi dati. Questo processo è chiamato garbage collection (GC). Tutti gli SSD includono un qualche livello di garbage collection, che può variare nella quantità e nella velocità di esecuzione del processo.. Il garbage collection è un fattore determinante per la write amplification su di un SSD.
Le operazioni di lettura non richiedono una cancellazione della memoria flash, pertanto non sono generalmente associate alla write amplification. Nella limitata ipotesi in un errore di disturbo dell'operazione di lettura, le informazioni in quel blocco sono lette e riscritte, ma questo non avrebbe comunque nessun impatto materiale sulla write amplification del dispositivo.

## Over-provisioning

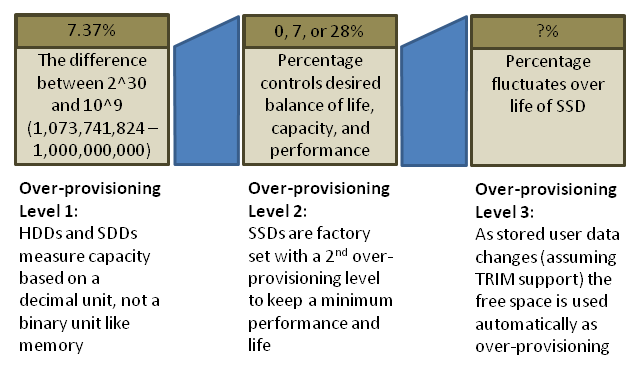
Le tre tipologia (livelli) di over-provisioning che si possono incontrare negli SSD

Il fenomeno dell'over-provisioning (talvolta chiamato OP, over provisioning o overprovisioning) è la differenza, in una memoria flash, tra capacità fisica e capacità logica (resa disponibile all'utente attraverso il sistema operativo). Durante la garbage collection, il wear leveling e le operazioni di mappatura dei badblock su un SSD, lo spazio in esubero fornito dall'over-provisioning aiuta a ridurre la write amplification quando il controller scrive in memoria.
La prima fonte di over-provisioning è data dalla computazione della capacità e dall'uso di gigabyte (GB) piuttosto che di gibibyte (GiB). Sia i produttori di HDD che di SSD utilizzano il termine GB per rappresentare un gigabyte decimale 1,000,000,000 (= 109) di byte. Come la maggior parte degli altri dispositivi di allocazione elettronici, la memoria flash è assemblata in potenze di due, perciò calcolare la capacità fisica di un SSD dovrebbe basarsi su 1,073,741,824 (= 230) per GB binario o GiB. La differenza tra questi due valori è del 7.37% (= (230 − 109) / 109 × 100%). Perciò, un SSD di 128 GB con 0% di over-provisioning fornisce 128,000,000,000 di byte all'utente (su un totale di 137,438,953,472). Questo 7.37% iniziale è tipicamente non calcolato nel numero totale di over-provisioning, e il vero quantitativo disponibile è solitamente inferiore, poiché una parte dello spazio è necessario al controller per tenere traccia di informazioni non relative al sistema operativo (come le flag di status di un blocco). La cifra di 7.37% può in realtà estendersi fino a 9.95% nel caso di terabyte (TB), e poiché i produttori sfruttano questa divergenza tra le unità per i dispositivi da 1 o 2 TB con le rispettive capacità di 1000 o e di 2000 GB (931 e 1862 GiB), rispettivamente, invece di 1024 e 2048 GB (posto che 1 TB = 1 000 000 000 000 di byte in termini decimali, ma 1 099 511 627 776 in termini binari).
Una semplice formula per calcolare il quantitativo di over-provision di un SSD è:
{\displaystyle {\frac {{\text{dimensioni fisiche}}-{\text{dimensioni visibili}}}{\text{dimensioni visibili}}}={\text{over-provision}}}